# Holden Standard
Der Holden Standard war ein Mittelklasse-PKW, der in den Modelljahren 1948 bis 1968 von Holden in Australien als erstes komplettes Auto der Marke gebaut wurde. Ab 1954 kam als besser ausgestattete Version der Holden Special dazu.

## Konstruktion und Prototypen
Holden (GMH) baute vor dem Zweiten Weltkrieg Karosserien für aus den USA importierte Fahrgestelle von GM, Ford und Chrysler. Nach der Übernahme durch GM lieferte der Mutterkonzern allerdings den Großteil der Fahrgestelle. Nachdem Ende der 1930er-Jahre die Monocoque-Konstruktionen immer häufiger wurden, bei denen Fahrgestell und Karosserie nicht mehr ohne Weiteres zu trennen waren, machte man sich bei Holden Sorgen, künftig Marktanteile an die Importeure kompletter Fahrzeuge zu verlieren. Ein Versuch, den Olympia der Schwesterfirma Opel zu importieren, scheiterte an der vermuteten zu geringen Größe des Fahrzeuges für australische Bedürfnisse und den politischen Unsicherheiten in Hitlers Deutschland.
So versuchte man ab 1940, die führenden Köpfe in der Konzernzentrale in Detroit, allen voran Alfred P. Sloan, von der Notwendigkeit eines speziell auf australische Verhältnisse abgestimmten Autos, das auch in Australien gebaut werden sollte, zu überzeugen. Besonders engagierte sich Larry Hartnett, der von GM eingesetzte Leiter der „australischen Niederlassung“ GMH, dafür und lieferte auch eigene Entwürfe, die allerdings in Detroit keinen Anklang fanden. Der Wagen sollte kleiner, billiger und sparsamer werden als die bei jedem Modellwechsel größer und stärker werdenden US-amerikanischen Modelle, aber größer als die europäischen Mittelklasse-Wagen. Zudem sollte er eine höhere Bodenfreiheit aufweisen, um auf den schlechten australischen Straßen nicht allzu viele Probleme zu bereiten. Als Ideal stellte man sich einen Wagen in der Art des Opel Kapitän vor, allerdings nicht als luxuriös ausgestattetes Oberklasse-Fahrzeug, der er ja in Deutschland war, sondern als erschwingliches Brot-und-Butter-Auto für jedermann.
In den GM-Hallen in Detroit fanden sich noch zwei Prototypen, die die Konzernleitung vor dem Krieg hatte bauen lassen, um sie als „Kleinwagen“ unter einem neuen Markennamen unterhalb der Chevrolet-Modelle in den USA anzubieten. Dieser Versuch wurde bald aufgegeben; die Prototypen wurden vorsichtshalber aber nicht verschrottet und standen nun für die Anfrage aus Australien zur Verfügung. 195-Y-13 hatte einen Vierzylinder-Reihenmotor, das Schwestermodell 195-Y-15 war mit einem Sechszylinder-Reihenmotor ausgestattet. Letztendlich entschied man sich für den Sechszylindermotor, weil der Vierzylinder schwächer und lauter war, aber die Produktionskosten nicht wesentlich gemindert hätte. Diesen Wagen entwickelte die Konstruktion in Detroit weiter zum 195Y25. der schließlich am 29. November 1948 in Melbourne vom australischen Premierminister Ben Chifley als Modell 48-215 vorgestellt wurde.

## Von Jahr zu Jahr

### FX Holden und FJ Standard / Special (1948–1956)

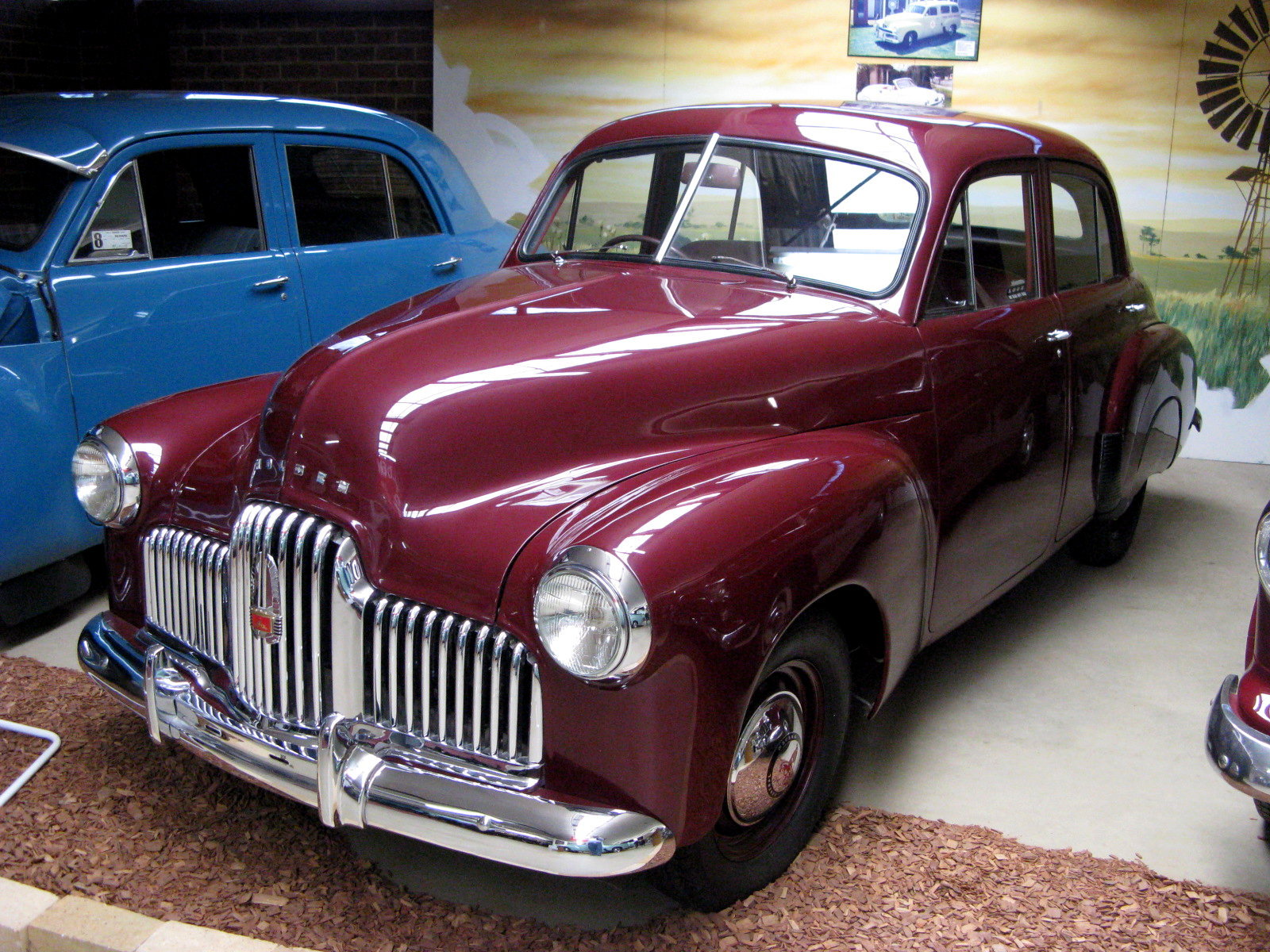
Holden 48-215 (1948)

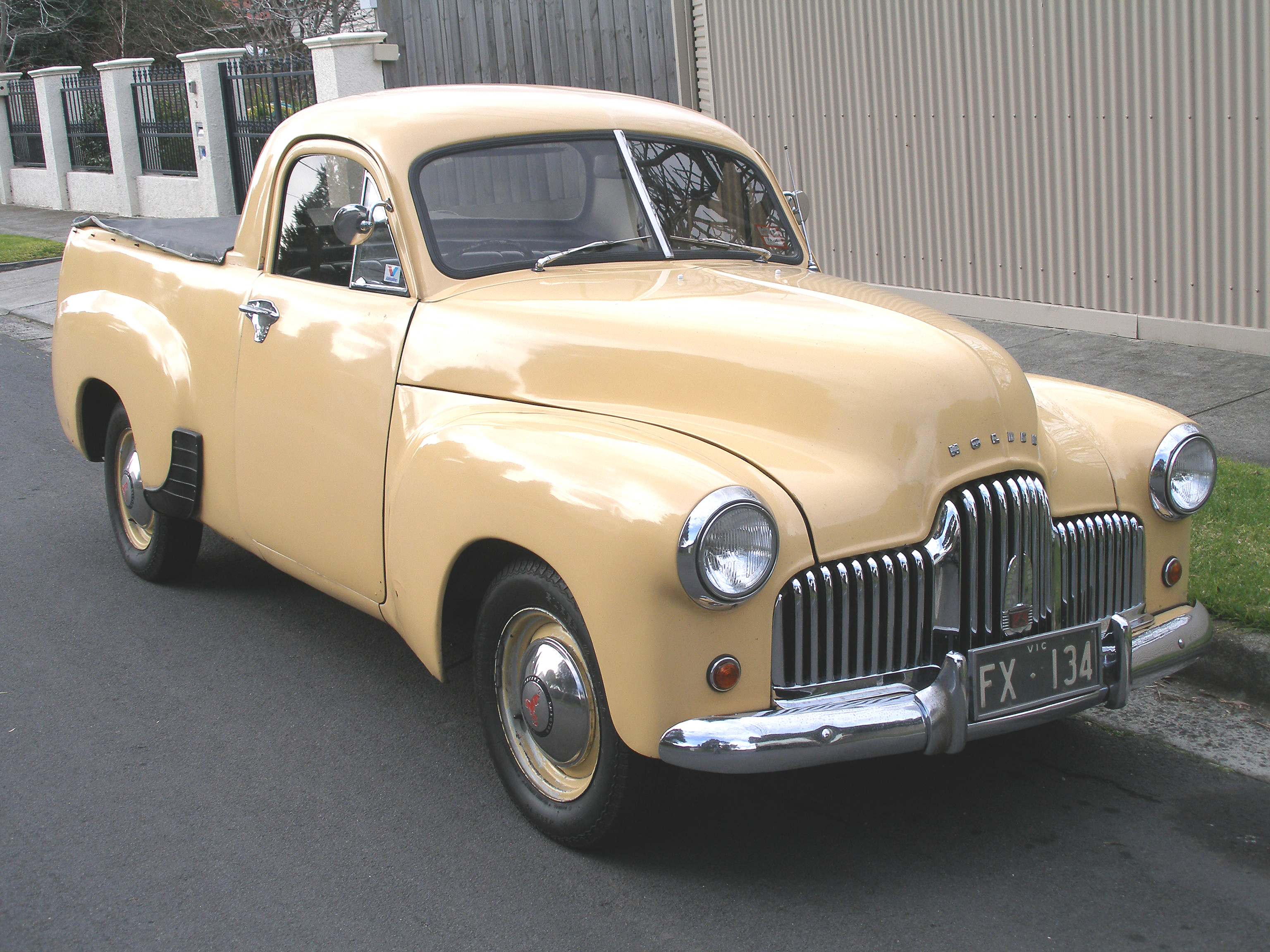
Holden 50-2106 (1951–1953)

Der neue Holden ging im November 1948 nur als 4-türige Limousine in Produktion und erhielt die Modellnummer 48-215. Verkauft wurde er aber einfach als „Holden“. Ein Sechszylinder-Reihenmotor mit 2.171 cm3, der 60 bhp (44 kW) entwickelte, trieb ihn an. Die Motorkraft wurde über eine Einscheiben-Trockenkupplung und ein teilsynchronisiertes Dreiganggetriebe mit Lenkradschaltung an die hintere blattgefederte Starrachse weitergeleitet. Die Vorderräder waren einzeln an ungleich langen doppelten Dreieckslenkern mit Schraubenfedern aufgehängt. Die Trommelbremsen an allen Rädern waren hydraulisch betätigt. Karosserie und Fahrgestell waren zu einem Monocoque verbunden und erinnerten an die großen Morris-Fahrzeuge dieser Zeit, z. B. den Oxford MO. Die Fensterscheiben – einschließlich der geteilten Windschutzscheibe – waren eben. Es gab nur vier Außenfarben zur Wahl. Grau (Convoy Grey), Hellblau (Seine Blue), Beige (Gawler Cream) und Schwarz.
Im Januar 1951 erschien mit gleicher technischer Ausstattung unter der Modellnummer 50-2106 ein Utility, also ein offener Pick Up mit zwei Sitzen, im Juli 1953 kam als drittes Modell ein Business Sedan 48-217 dazu. Dies war im Wesentlichen eine verstärkte 48-215-Limousine mit stärkerer Batterie, härteren Federn, Lederausstattung und Gummi-Bodenmatten. Dieser Typ wurde vorwiegend als Taxi oder Flottenfahrzeug genutzt.
Diese drei Typen wurden später (inoffiziell) unter der Bezeichnung FX Holden zusammengefasst.
Im September 1953 ließ das Werk dem Wagen eine Modellpflege angedeihen, wobei die Länge um 1 ½″ wuchs und der Kühlergrill eine breite Chromspange mit zehn Chromzähnen erhielt. Die neue Modellreihe hieß nun offiziell Holden FJ Standard und bestand aus den bekannten drei Modellen. Im Dezember 1953 kam ein 3-türiger Lieferwagen („Panel Van“) dazu. Im Januar 1954 kam ein Holden FJ Special dazu, der mit besserer Ausstattung nur als 4-türige Limousine gefertigt wurde.
| Modell  | Bezeichnung    | Fahrzeugart         | Bauzeitraum     |
| ------- | -------------- | ------------------- | --------------- |
| 48-215  | Sedan          | Limousine 4 Türen   | 11/1948–08/1953 |
| 50-2106 | Utility        | Pick Up 2 Türen     | 01/1951–08/1953 |
| 48-217  | Business Sedan | Limousine 4 Türen   | 07/1953–08/1953 |
| FJ-215  | Standard Sedan | Limousine 4 Türen   | 09/1953–06/1956 |
| FJ-217  | Business Sedan | Limousine 4 Türen   | 09/1953–06/1956 |
| FJ-2106 | Utility        | Pickup 2 Türen      | 09/1953–01/1957 |
| FJ-2104 | Panel Van      | Lieferwagen 3 Türen | 12/1953–04/1957 |
| FJ-225  | Special Sedan  | Limousine 4 Türen   | 01/1954–06/1956 |

Vom Holden FJ entstanden insgesamt 169.969 Exemplare; von beiden Baureihen zusammen waren es über 250.000 bis Juni 1956.

### FE/FC Standard / Special (1956–1959)

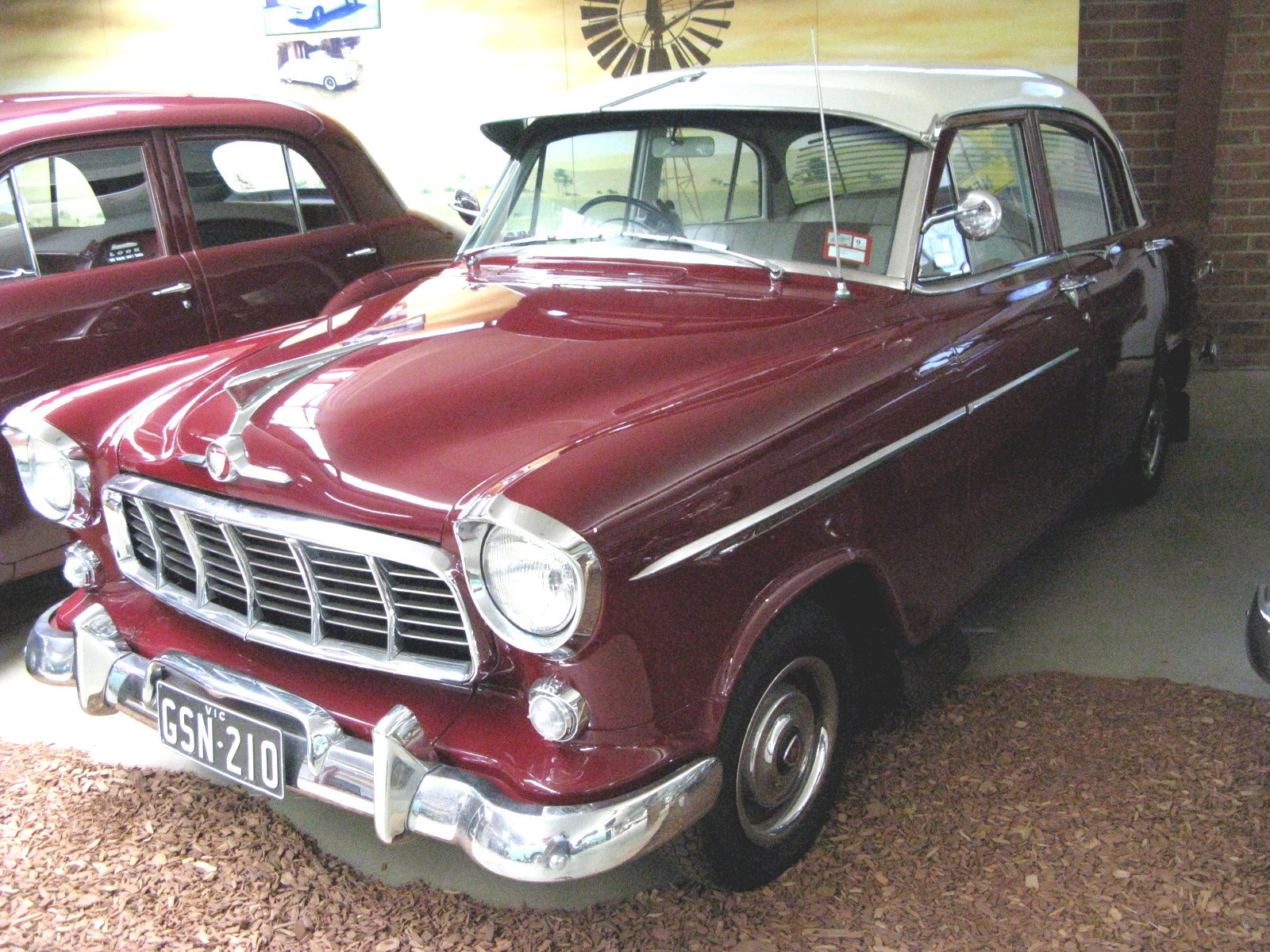
Holden FE (1956)

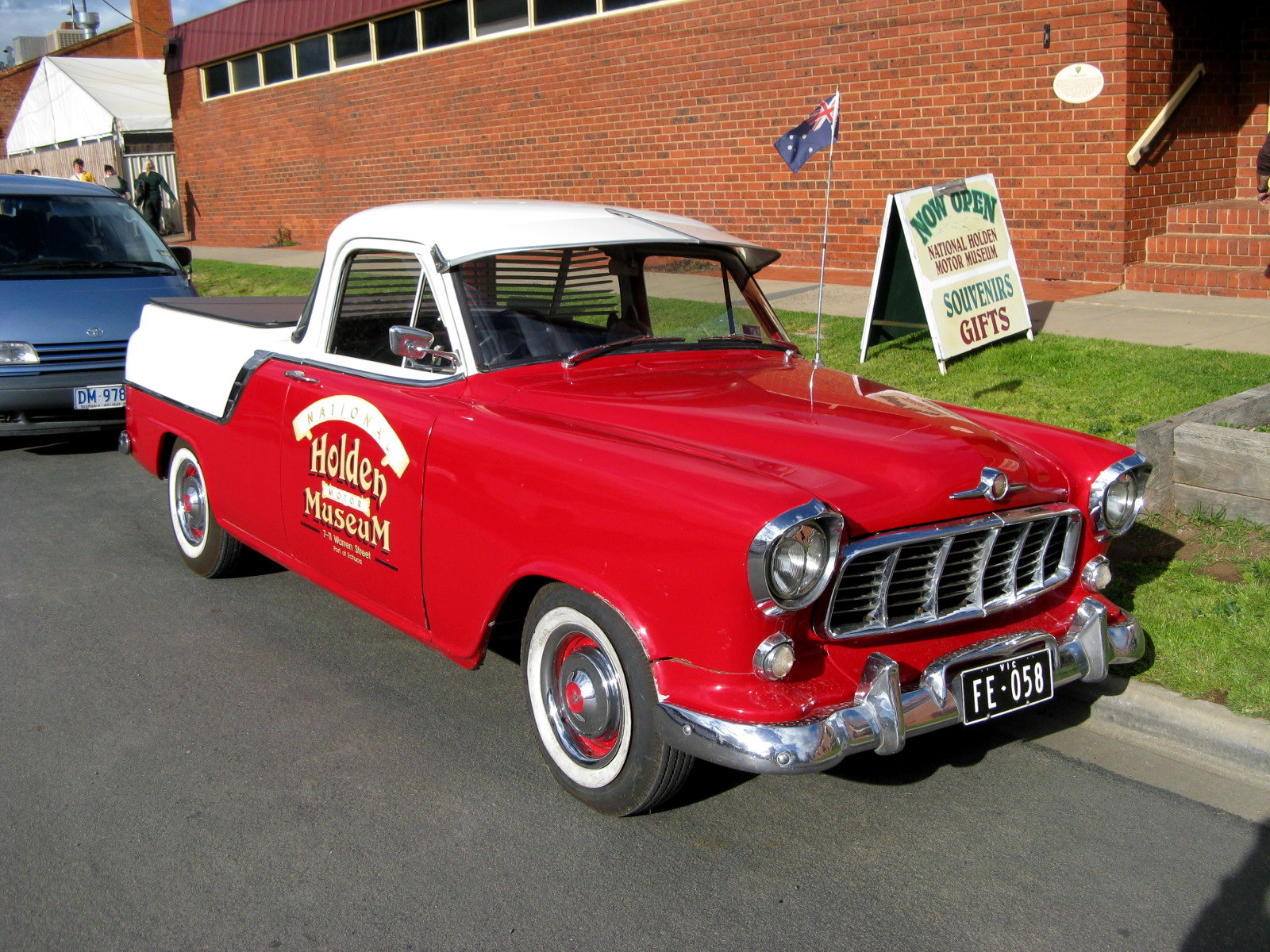
Holden FE Utility (1956)

Im Juli 1956 wurde ein komplett neuer Holden unter der Bezeichnung FE Standard / FE Special präsentiert. Der Radstand war um 2″ gewachsen und die Karosserien hatten die moderne Pontonform. Der Kühlergrill bestand aus einem rechteckigen Chromgitter. Die Motorleistung war auf 70 bhp (51 kW) gewachsen. Im März 1957 kam als neues Modell ein 5-türiger Kombi – als Standard und Special – dazu.
Bereits im Mai 1958 kam ein weiteres Facelift zum FC Standard / FC Special, das im Wesentlichen einen größeren Kühlergrill, Blinkleuchten rundum (anstatt der bisher üblichen Winker) und kleine Heckflossen beinhaltete.
| Modell  | Bezeichnung            | Fahrzeugart         | Bauzeitraum     |
| ------- | ---------------------- | ------------------- | --------------- |
| FE-215  | Standard Sedan         | Limousine 4 Türen   | 07/1956–04/1958 |
| FE-217  | Business Sedan         | Limousine 4 Türen   | 07/1956–04/1958 |
| FE-225  | Special Sedan          | Limousine 4 Türen   | 07/1956–04/1958 |
| FE-2106 | Utility                | Pick Up 2 Türen     | 02/1957–04/1958 |
| FE-219  | Standard Station Wagon | Kombi 5 Türen       | 03/1957–04/1958 |
| FE-229  | Special Station Wagon  | Kombi 5 Türen       | 03/1957–04/1958 |
| FE-2104 | Panel Van              | Lieferwagen 3 Türen | 05/1957–04/1958 |
| FC-215  | Standard Sedan         | Limousine 4 Türen   | 04/1958–12/1959 |
| FC-217  | Business Sedan         | Limousine 4 Türen   | 04/1958–12/1959 |
| FC-225  | Special Sedan          | Limousine 4 Türen   | 04/1958–12/1959 |
| FC-219  | Standard Station Wagon | Kombi 5 Türen       | 04/1958–12/1959 |
| FC-229  | Special Station Wagon  | Kombi 5 Türen       | 04/1958–12/1959 |
| FC-2104 | Panel Van              | Lieferwagen 3 Türen | 04/1958–12/1959 |
| FC-2106 | Utility                | Pick Up 2 Türen     | 04/1958–12/1959 |

Bis zum Dezember 1959 entstanden 155.161 FE und 191.724 FC.

### FB/EK Standard / Special (1960–1962)

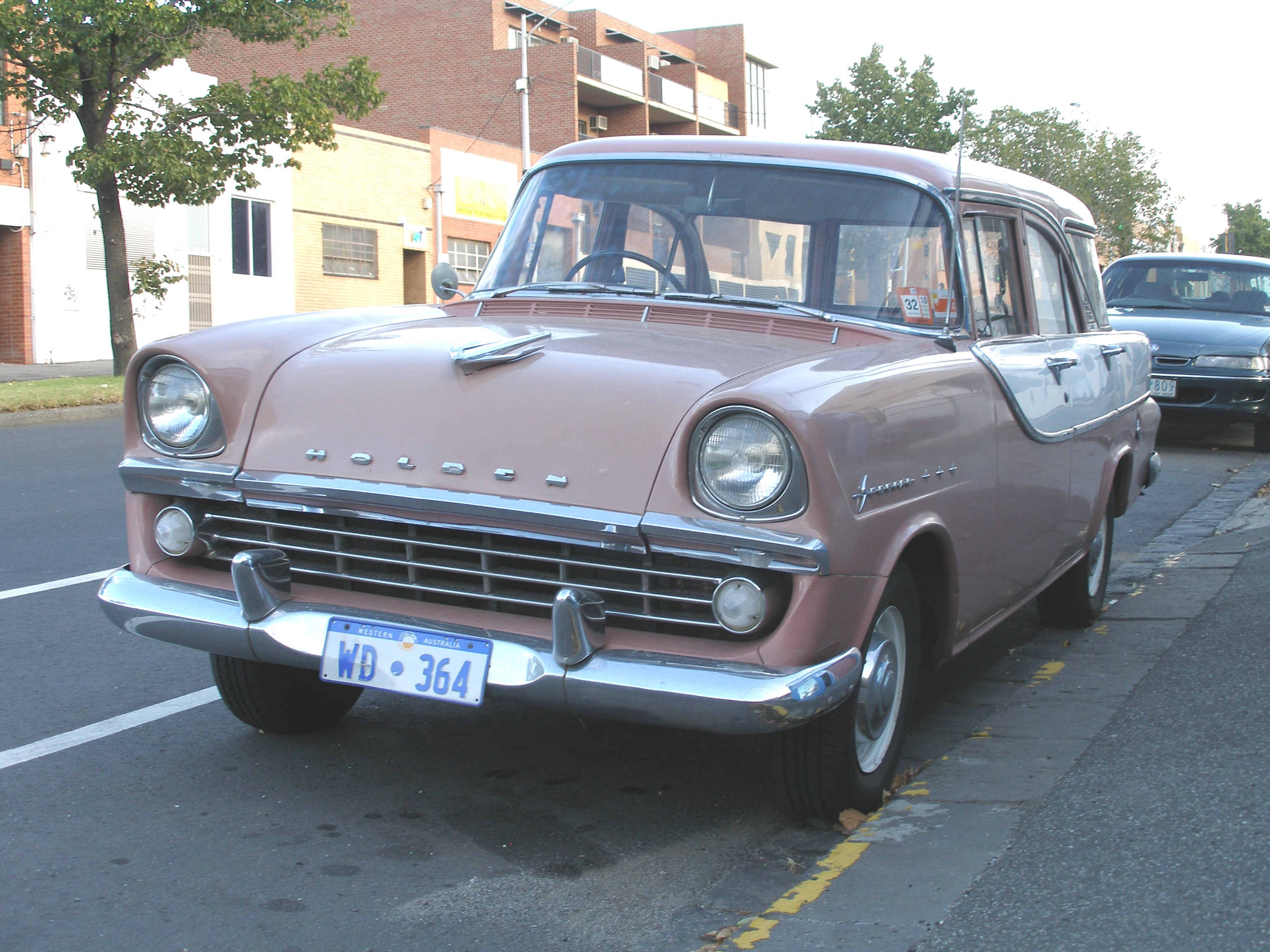
Holden FB Kombi (1960–1961)

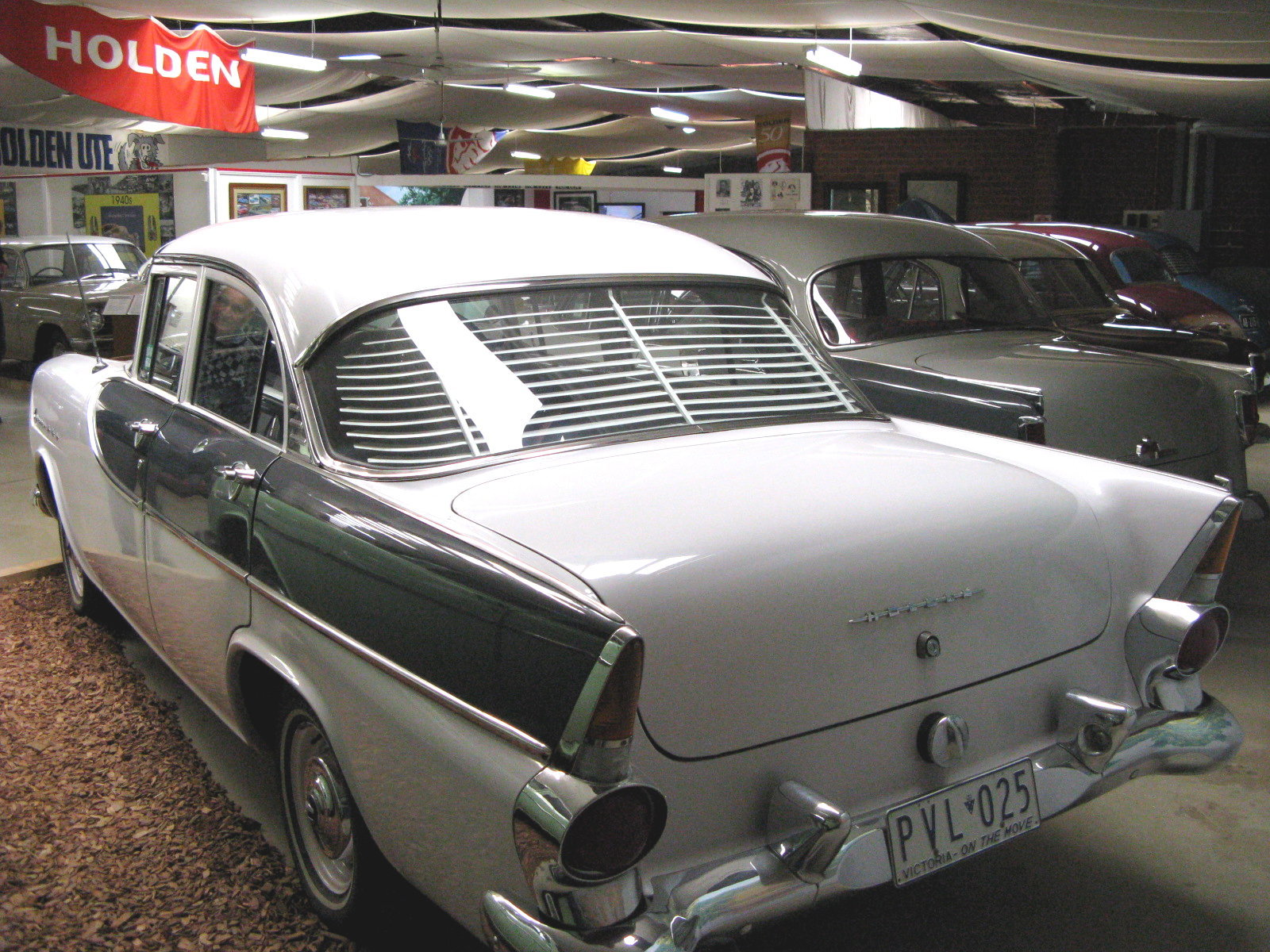
Holden FB Special (1960)

Eine weitere grundsätzliche Überarbeitung stand im Januar 1960 an. Während die Bodengruppe gleich blieb, wurden für den FB Standard / FB Special neue Karosserien aufgesetzt, die, inspiriert von den Chevrolet-Modellen der späten 1950er-Jahre, Panoramascheiben, riesige Heckflossen und Schuten an den Scheinwerfern hatten. Innen gab es ein neues Armaturenbrett und ein Lenkrad in Schüsselform. Der Motor wurde auf 2.261 cm3 aufgebohrt und lieferte 75 bhp (55 kW).
Bereits im Mai 1961 gab es das übliche Facelift. Der EK Standard / EK Special hatte als äußeres Kennzeichen nur einen anderen Kühlergrill. Technisches Highlight war die 2-Stufen-Automatik Hydramatic, die Holden von der Konzernmutter in Detroit übernahm.
| Modell  | Bezeichnung            | Fahrzeugart         | Bauzeitraum     |
| ------- | ---------------------- | ------------------- | --------------- |
| FB-215  | Standard Sedan         | Limousine 4 Türen   | 01/1960–04/1961 |
| FB-225  | Special Sedan          | Limousine 4 Türen   | 01/1960–04/1961 |
| FB-219  | Standard Station Wagon | Kombi 5 Türen       | 01/1960–04/1961 |
| FB-229  | Special Station Wagon  | Kombi 5 Türen       | 01/1960–04/1961 |
| FB-2104 | Panel Van              | Lieferwagen 3 Türen | 01/1960–04/1961 |
| FB-2106 | Utility                | Pick Up 2 Türen     | 01/1960–04/1961 |
| EK-215  | Standard Sedan         | Limousine 4 Türen   | 05/1961–06/1962 |
| EK-225  | Special Sedan          | Limousine 4 Türen   | 05/1961–06/1962 |
| EK-219  | Standard Station Wagon | Kombi 5 Türen       | 05/1961–06/1962 |
| EK-229  | Special Station Wagon  | Kombi 5 Türen       | 05/1961–06/1962 |
| EK-2104 | Panel Van              | Lieferwagen 3 Türen | 05/1961–12/1962 |
| EK-2106 | Utility                | Pick Up 2 Türen     | 05/1961–12/1962 |

Die Modellreihe FB wurde 174.747-mal gebaut; vom EK entstanden bis Ende 1962 insgesamt 150.214 Exemplare.

### EJ/EH Standard / Special (1962–1965)

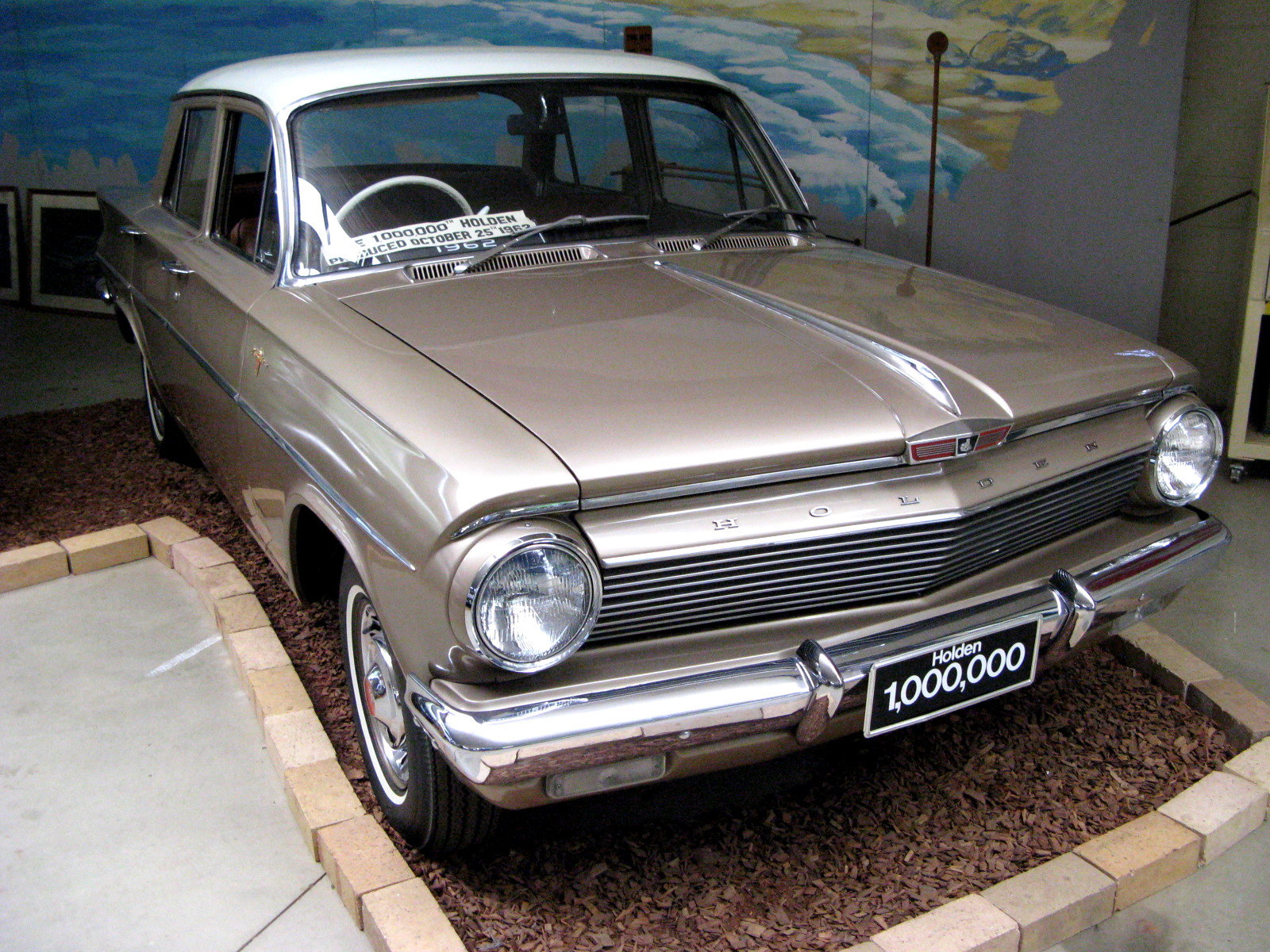
Holden EJ Standard (1962)

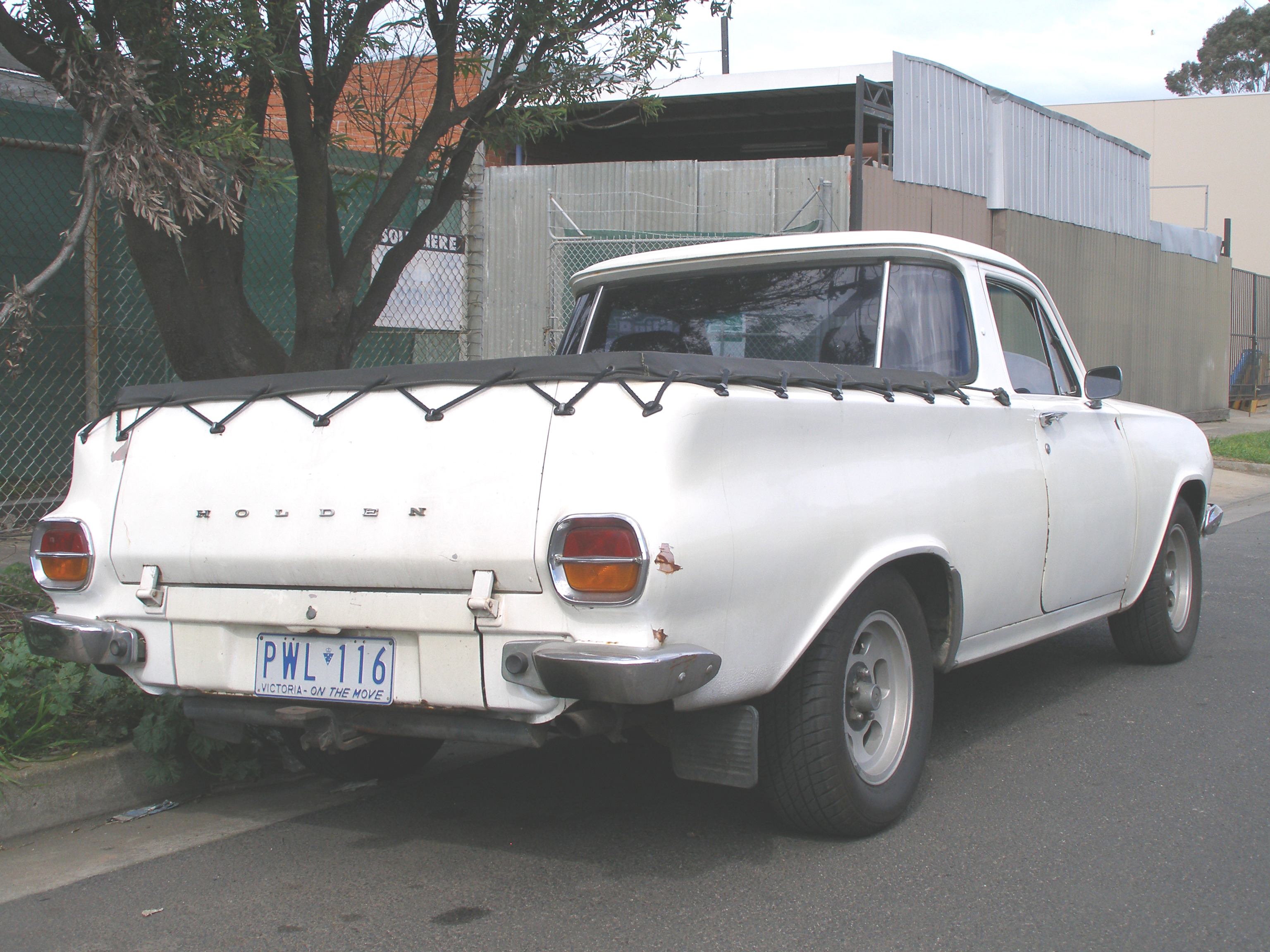
Holden EJ Utility (1962–1963)

Im nüchternen Stil der 1960er-Jahre wurde der EJ Standard / EJ Special im Juli 1962 vorgestellt. Die Heckflossen waren wieder verschwunden; lediglich die kleinen runden Rückleuchten des EK waren geblieben. Vorne hatte der neue EJ einen Kühlergrill über die gesamte Fahrzeugbreite zu bieten, in den am Rand die Scheinwerfer eingesetzt waren. Radstand und Antrieb wurden vom Vorgänger ebenso übernommen wie die Modellpalette. Die gegeneinander arbeitenden Scheibenwischer wichen parallel arbeitenden Exemplaren. Die hydraulischen Bremsen wurden auf ein Zweikreissystem umgestellt. Neben dem Standard und dem Special gab es nun die Limousine auch als Spitzenmodell Premier.
Die im August 1963 fällige Überarbeitung zum EH Standard / EH Special bescherte den Wagen längliche Rückleuchten und neue Motoren. Drei Antriebsaggregate standen nun zur Wahl: zwei aufgebohrte Versionen des Vorgängermodells mit 2.442 cm3 Hubraum und Leistungen von 95 bhp (70 kW) bei niedriger Verdichtung (7,7 : 1) und 100 bhp (74 kW) bei hoher Verdichtung (8,8 : 1) und ein neuer Reihensechszylinder mit 2.933 cm3 Hubraum und bei hoher Verdichtung eine Leistung von 115 bhp (85 kW). Neu war auch ein weiteres Premier-Modell, der 5-türige Kombi.
| Modell  | Bezeichnung            | Fahrzeugart         | Bauzeitraum     |
| ------- | ---------------------- | ------------------- | --------------- |
| EJ-215  | Standard Sedan         | Limousine 4 Türen   | 07/1962–07/1963 |
| EJ-225  | Special Sedan          | Limousine 4 Türen   | 07/1962–07/1963 |
| EJ-219  | Standard Station Wagon | Kombi 5 Türen       | 07/1962–07/1963 |
| EJ-229  | Special Station Wagon  | Kombi 5 Türen       | 07/1962–07/1963 |
| EJ-2104 | Panel Van              | Lieferwagen 3 Türen | 01/1963–07/1963 |
| EJ-2106 | Utility                | Pick Up 2 Türen     | 01/1963–07/1963 |
| EH-215  | Standard Sedan         | Limousine 4 Türen   | 08/1963–01/1965 |
| EH-225  | Special Sedan          | Limousine 4 Türen   | 08/1963–01/1965 |
| EH-219  | Standard Station Wagon | Kombi 5 Türen       | 08/1963–01/1965 |
| EH-229  | Special Station Wagon  | Kombi 5 Türen       | 08/1963–01/1965 |
| EH-2104 | Panel Van              | Lieferwagen 3 Türen | 08/1963–06/1965 |
| EH-2106 | Utility                | Pick Up 2 Türen     | 08/1963–06/1965 |

Der EJ wurde 154.811-mal gefertigt, der EH bis zum Juni 1965 genau 256.959-mal (alle Zahlen einschl. Premier-Modelle).

### HD/HR Standard / Special (1965–1968)

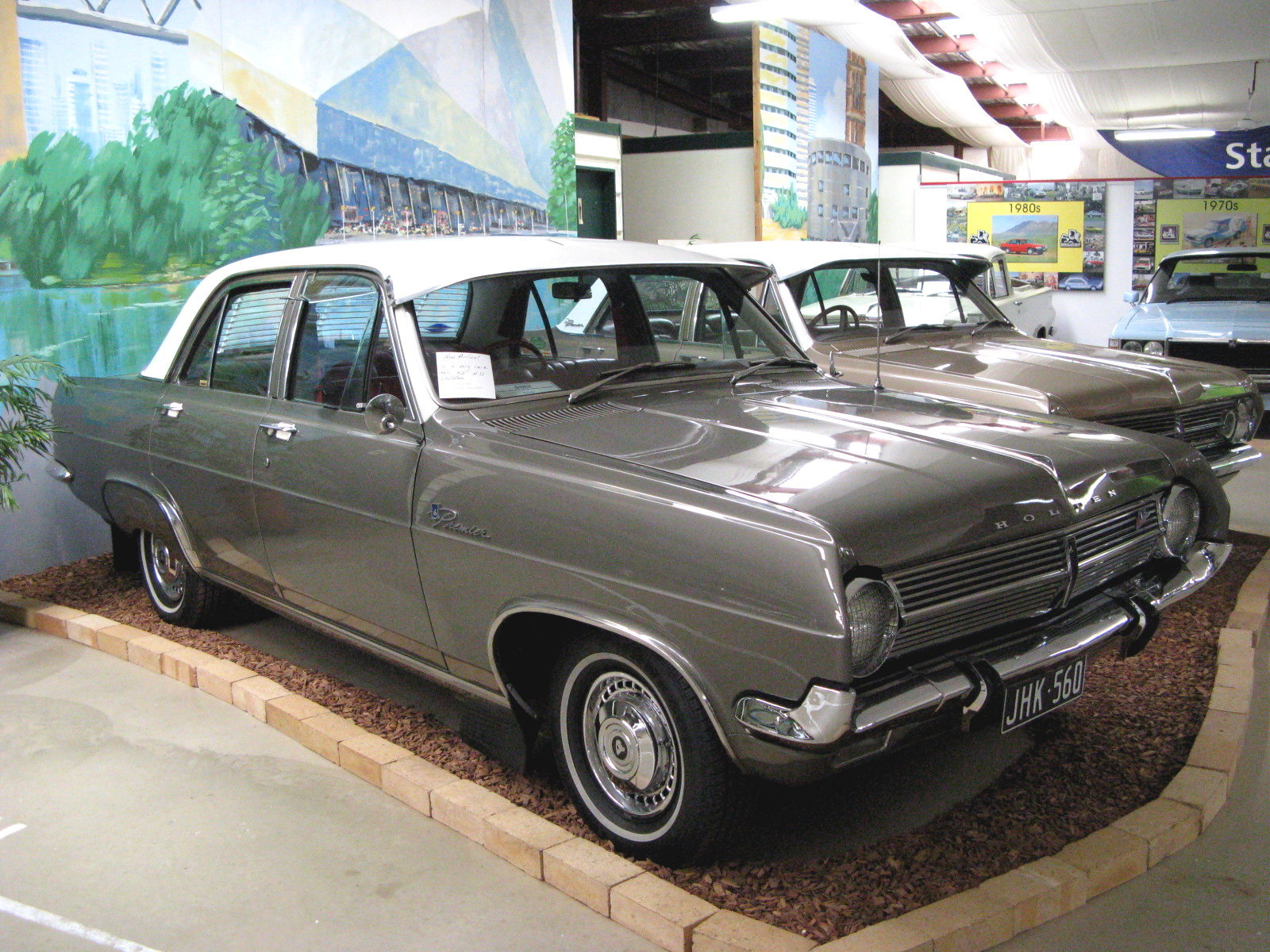
Holden HD Premier X2 (1965)

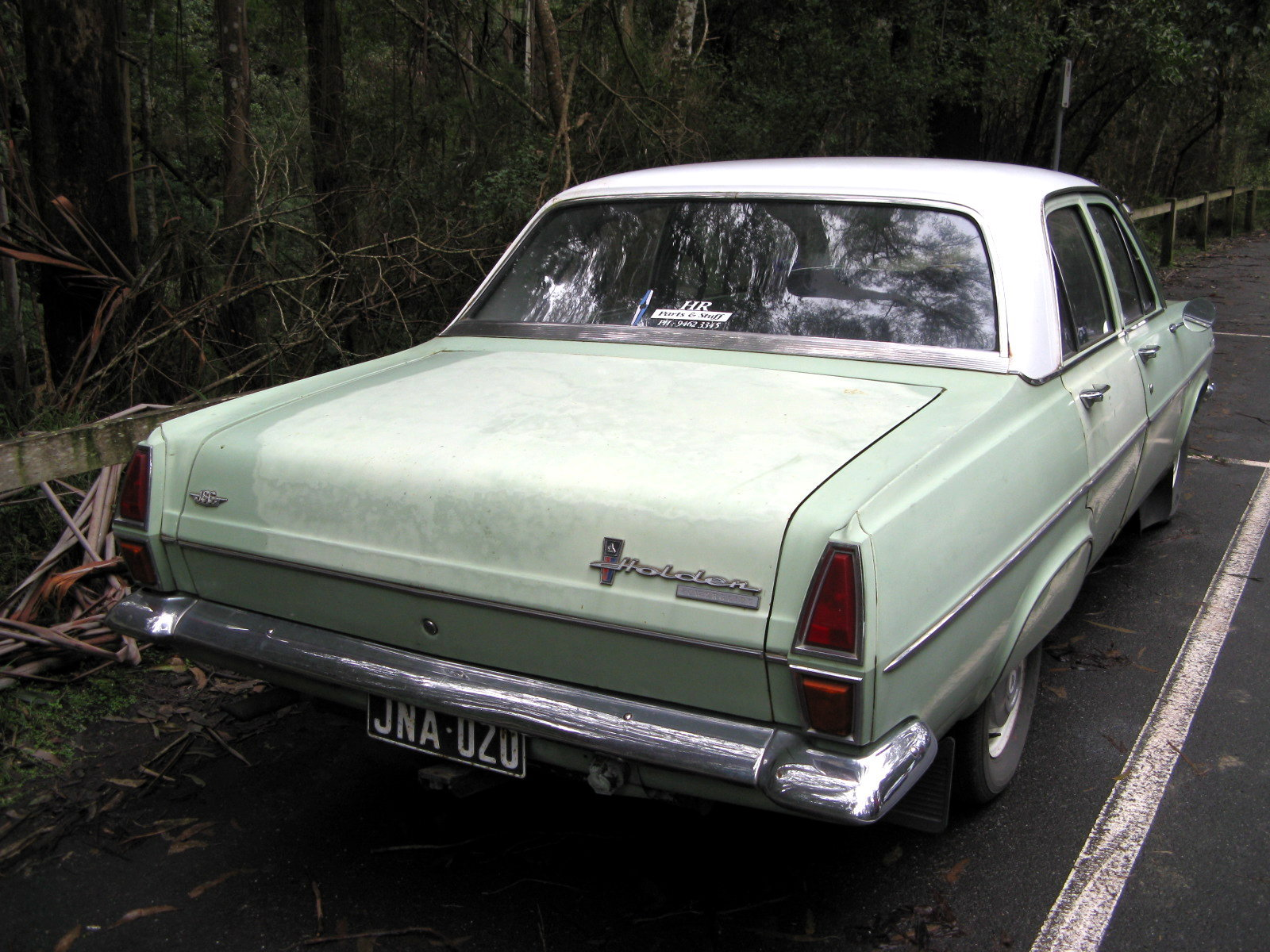
Holden HR Special (1966–1968)

Der im Februar 1965 vorgestellte Holden HD Standard / HD Special sah seinem Vorgänger gar nicht so unähnlich, war aber größer und breiter geworden. Nun glich er seinem Vetter aus Deutschland, dem Opel Rekord A. Endlich hatte er wirklich (und nicht nur auf dem Papier – wie seine Vorgänger) sechs Sitzplätze anzubieten. Sein Radstand hatte um 1″ zugelegt. Die Motoren des Vorgängers wurden übernommen; für den größeren gab es noch eine Hochleistungsvariante X2 mit 140 bhp (103 kW).
Der HR Standard / HR Special erhielt gegenüber dem Vorgänger quadratische Chromrahmen für die Scheinwerfer und andere Stoßfänger und Rückleuchten. Auffälligste Veränderung aber waren die neuen Motoren, allesamt größer und stärker als ihre Vorgänger. Aus dem 2,45 l-V6 wurde ein Motor mit 2.638 cm3 Hubraum und 108 bhp (79 kW) bei Verdichtung 8,2 : 1, bzw. 114 bhp (84 kW) bei Verdichtung 9,2 : 1. Der 2,9 l-V6 wurde durch ein Aggregat mit 3.048 cm3 Hubraum ersetzt, das bei einer Verdichtung von ebenfalls 9,2 : 1 eine Leistung von 126 bhp (93 kW) oder (als X2- oder S-Modell) 145 bhp (107 kW) abgab. Auf Wunsch gab es neben dem serienmäßigen 3-Gang-Getriebe ein manuelles 4-Gang-Getriebe von Opel oder die 2-stufige Powerglide-Automatik.
| Modell  | Bezeichnung            | Fahrzeugart         | Bauzeitraum     |
| ------- | ---------------------- | ------------------- | --------------- |
| HD-215  | Standard Sedan         | Limousine 4 Türen   | 02/1965–03/1966 |
| HD-225  | Special Sedan          | Limousine 4 Türen   | 02/1965–03/1966 |
| HD-219  | Standard Station Wagon | Kombi 5 Türen       | 02/1965–03/1966 |
| HD-229  | Special Station Wagon  | Kombi 5 Türen       | 02/1965–03/1966 |
| HD-2104 | Panel Van              | Lieferwagen 3 Türen | 07/1965–03/1966 |
| HD-2106 | Utility                | Pick Up 2 Türen     | 07/1965–03/1966 |
| HR-215  | Standard Sedan         | Limousine 4 Türen   | 04/1966–12/1967 |
| HR-225  | Special Sedan          | Limousine 4 Türen   | 04/1966–12/1967 |
| HR-219  | Standard Station Wagon | Kombi 5 Türen       | 04/1966–12/1967 |
| HR-229  | Special Station Wagon  | Kombi 5 Türen       | 04/1966–12/1967 |
| HR-2104 | Panel Van              | Lieferwagen 3 Türen | 04/1966–02/1968 |
| HR-2106 | Utility                | Pick Up 2 Türen     | 04/1966–02/1968 |

Vom HD entstanden 178.927 Exemplare. Als der beliebte HR im Januar 1968 von den neuen Modellen Belmont (als Nachfolger des Standard) und Kingswood (als Nachfolger des Special) abgelöst wurde, waren 252.352 Stück entstanden (alle Zahlen einschl. Premier-Modelle).

## Quelle
- John M. Wright: Special – The untold story of Australia’s Holden. Allen & Unwin, Crow’s Nest NSW 2008, ISBN 978-1-74175-172-7.
- Terry Bebbington, Michel A. Malik: 45 Years of Holden. Australian Publishing and Printing Company, Sydney NSW 1994, ISBN 0-947216-31-6.